# Bolitoglossa aurae
Bolitoglossa aurae is een salamander uit de familie longloze salamanders (Plethodontidae). De soort werd voor het eerst wetenschappelijk beschreven door Brian Kubicki en E. Arias in 2016.

## Verspreiding en habitat
De salamander komt voor in delen van Midden-Amerika en leeft endemisch in Costa Rica. Bolitoglossa aurae is slechts bekend van één locatie in de noordoostelijke Cordillera de Talamanca in Costa Rica: een nevelbosgebied op 1300 meter boven zeeniveau nabij Moravia de Chirripó in de provincie Limón.

## Uiterlijke kenmerken
Deze salamander heeft een lichtgeel lichaam, poten en staart. Over het midden van de rug loopt een donkerbruine streep en vanaf de ogen naar de staartpunt lopen twee dunne zijdelingse donkerbruine strepen. Het holotype, een volwassen vrouwtje, heeft een kopromplengte van 40,5 millimeter. De poten zijn kort. Bolitoglossa aurae heeft een gladde huid.

## Leefwijze
Het holotype van Bolitoglossa aurae werd aangetroffen in een moslaag bij een orchidee op een rottende boomtak op ongeveer drie meter boven de bosbodem. Na vangst werd dit exemplaar zes maanden in een terrarium gehouden en succesvol gevoerd met fruitvliegen.

## Verwantschap
Bolitoglossa aurae behoort tot het ondergeslacht Eladinea en de Bolitoglossa robinsoni-soortengroep. De soort is het nauwst verwant aan Bolitoglossa aureogularis, Bolitoglossa jugivagans en Bolitoglossa robinsoni. Alle soorten komen uitsluitend voor in de Cordillera de Talamanca.